# Enoplus quadridentatus
Enoplus quadridentatus is een rondwormensoort uit de familie van de Enoplidae. De wetenschappelijke naam van de soort is voor het eerst geldig gepubliceerd in 1853 door Berlin.